# Tampereen Pallo-Veikot
Il Tampereen Pallo-Veikot, abbreviato in TPV Tampere o solo TPV, è una società calcistica finlandese con sede nella città di Tampere. Fondato nel 1930, ha vinto una Veikkausliiga nella stagione 1994. Nella stagione 2024 partecipa alla Kolmonen, la quinta serie del campionato finlandese di calcio.

## Storia

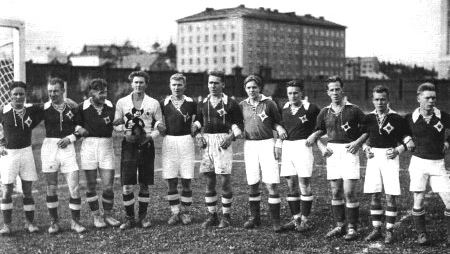
La squadra del TPV nel 1932.

Il Tampereen Pallo-Veikot fu fondato nel 1930 e sin dall'inizio vinse diversi campionati locali. Nel 1944 partecipò per la prima alla Mestaruussarja, la massima serie del campionato finlandese di calcio, sebbene si ritirò prima della fine della competizione. Negli anni successivi si alternò tra la seconda e la terza serie, finché nel 1970 venne promosso in Mestaruussarja. La stagione 1971 si concluse con l'undicesimo posto e l'ammissione al girone a quattro con squadre di seconda serie, girone che concluse all'ultimo posto, venendo così retrocesso in II divisioona. Nei vent'anni successivi disputò sia la seconda sia la terza serie, finché nel biennio 1991-1992 vinse due campionati consecutivamente, passando dalla II divisioona alla Veikkausliiga. Fece il suo esordio in Veikkausliiga nel 1993, raggiungendo la vetta della classifica nel mese di giugno, ma terminando la stagione regolare al quinto posto e la seconda fase per l'assegnazione del titolo al sesto posto. Nel 1994 arrivò la vittoria del campionato con due punti di vantaggio sul MyPa e il titolo di campione di Finlandia. Grazie a questo successo il TPV si qualificò al turno preliminare della Coppa UEFA 1995-1996, dal quale fu eliminato dai norvegesi del Viking. Il successo durò poco e nel 1995 il TPV concluse il campionato al dodicesimo posto e venne retrocesso in Ykkönen. Nel 1998 ci fu la possibilità di una fusione con l'Ilves, altra società di Tampere, che era in difficoltà economiche, per dar vita al Tampere United. Nonostante i negozianti fossero ben avviati, il TPV si ritirò dal progetto, mentre l'Ilves cedette il titolo sportivo al neo-costituito Tampere United. Sempre nel 1998 riuscì a vincere gli spareggi e venir promosso in Veikkausliiga, ma la presenza in massima serie durò per la sola stagione 1999, che si concluse con il dodicesimo e ultimo posto e successiva retrocessione in Ykkönen. Al termine della stagione 2001 non si iscrisse al campionato di Ykkönen, iscrivendosi in Kakkonen, la terza serie. Tornò in Ykkönen per la stagione 2007, ma dopo quattro stagioni passate a lottare per la salvezza, nel 2010 venne retrocesso in Kakkonen.

## Palmarès
- Veikkausliiga: 1

1994
- Ykkönen: 1

1992
- Kakkonen: 5

1985, 1991, 2002, 2006, 2018

## Organico

### Rosa 2019
| N. |                      | Ruolo | Calciatore         |
| -- | -------------------- | ----- | ------------------ |
| 1  | Finlandia (bandiera) | P     | Tuomas Karjanlahti |
| 2  | Finlandia (bandiera) | D     | Juho Saarinen      |
| 3  | Finlandia (bandiera) | D     | Ardian Kovaqi      |
| 4  | Finlandia (bandiera) | D     | Mauno Sirén        |
| 5  | Finlandia (bandiera) | C     | Tommi Smeets       |
| 6  | Finlandia (bandiera) | D     | Jari Nikkilä       |
| 7  | Finlandia (bandiera) | C     | Tuomas Lähdesmäki  |
| 8  | Finlandia (bandiera) | C     | Eino-Veikko Ek     |
| 9  | Finlandia (bandiera) | C     | Arjan Goljahanpoor |
| 10 | Finlandia (bandiera) | C     | Paavo Näykki       |
| 11 | Finlandia (bandiera) | C     | Tomi Ylinen        |
| 12 | Finlandia (bandiera) | P     | Antti Kuusinen     |

| N. |                      | Ruolo | Calciatore         |
| -- | -------------------- | ----- | ------------------ |
| 13 | Georgia (bandiera)   | D     | Giorgi Ositashvili |
| 14 | Finlandia (bandiera) | A     | Eetu Räisänen      |
| 15 | Finlandia (bandiera) | A     | Roope Kostiainen   |
| 16 | Finlandia (bandiera) | C     | Riku Oras          |
| 17 | Finlandia (bandiera) | C     | Jesse Oksanen      |
| 18 | Finlandia (bandiera) | A     | Topi Järvi         |
| 19 | Finlandia (bandiera) | C     | Hakim Belbachir    |
| 20 | Finlandia (bandiera) | A     | Eetu Kolu          |
| 22 | Finlandia (bandiera) | P     | Aapo Sipponen      |
| 23 | Finlandia (bandiera) | D     | Joonas Rantala     |
| 25 | Finlandia (bandiera) | D     | Juho Mattila       |
| 28 | Finlandia (bandiera) | D     | Iiro Karimäki      |